# Флавий Клеарк (консул 384 г.)
Флавий Клеарк (на латински: Flavius Clearchus) е политик на Римската империя през 4 век.
През 366 – 367 г. той е номиниран за проконсул на Азия. Става praefectus urbi на Константинопол два пъти: 372 – 373, когато конструира акведукт, вторият път през 382 – 384 г. През 384 г. Клеарк е консул на Изток заедно с Флавий Рикомер, а император Магн Максим на Запад.